# Эйксон, Кенни
Ке́ннет Хе́нри «Ке́нни» Э́йксон (англ. Kenneth Henry Acheson; род. 27 ноября 1957, Кукстаун, Северная Ирландия) — британский автогонщик, участник чемпионата мира по автогонкам в классе Формула-1.

## Биография
В 1976 году дебютировал в гонках Формулы-Форд, на следующий год стал чемпионом Ирландии в Формуле-Форд.  В 1978 году выиграл три гонки чемпионата Великобритании в «Формуле-Форд», после чего перешёл в британскую Формулу-3. В 1981 году одержал три победы в Формуле-3 и потерпел аварию в гонке Формулы-2 в По, сломав ногу. На следующий год выступал в европейском чемпионате Формулы-2. В 1983 и 1985 годах выступал в чемпионате мира Формулы-1 за команду RAM, очков не набрал. С 1987 года соревновался в гонках спортивных автомобилей, дважды побеждал на этапах чемпионата мира спорткаров в 1989 году. В 1996 году попал в тяжёлую аварию в гонке «24 часа Дайтоны», в которой получил травму глаза и ожоги, после чего принял решение завершить гоночную карьеру.

## Результаты гонок в Формуле-1
| Легенда к таблице |                                                                    |
| --- | ------------------------------------------------------------------ |
| В таблице перечислены результаты всех Гран-при Формулы-1, в которых принимал участие гонщик. Строками таблицы являются сезоны, столбцами — этапы чемпионата мира. В каждой клетке указаны сокращённое название этапа и результат, дополнительно обозначенный цветом. Расшифровка обозначений и цветов представлена в нижеследующей таблице. |                                                                    |
| \| Пример \| Описание \| \| ------------ \| ------------------------------------------------------------------ \| \| 1 \| Победитель \| \| 2 \| Второе место \| \| 3 \| Третье место \| \| 5 \| Финишировал, заработав очки \| \| Сход \| Не финишировал, но при этом заработал очки \| \| 12 \| Финишировал, не получив очков \| \| НКЛ \| Финишировал, но не попал в финальную классификацию \| \| 15 \| Участвовал вне зачёта, либо по отдельной классификации \| \| 18 \| Не финишировал, но попал в финальную классификацию \| \| Сход \| Не финишировал \| \| НКВ \| Не прошёл квалификацию \| \| НПКВ \| Не прошёл предквалификацию \| \| ДСК \| Дисквалифицирован \| \| ИСК \| Исключён из протокола соревнований \| \| ТТ \| Заявлен для участия только в тренировках \| \| НС \| Участвовал в квалификации, но не стартовал в гонке \| \| Т \| Травмирован или болен \| \| ОТК \| Отказ от участия \| \| НТР \| Прибыл на соревнования, но на трассу не выезжал \| \| НПР \| Был заявлен в числе участников, но не прибыл к началу соревнований \| \| О \| Соревнования отменены \| \| \| Не участвовал \| \| Поул-позиция \| \| \| Быстрый круг \| \| |                                                                    |
| Пример | Описание                                                           |
| 1 | Победитель                                                         |
| 2 | Второе место                                                       |
| 3 | Третье место                                                       |
| 5 | Финишировал, заработав очки                                        |
| Сход | Не финишировал, но при этом заработал очки                         |
| 12 | Финишировал, не получив очков                                      |
| НКЛ | Финишировал, но не попал в финальную классификацию                 |
| 15 | Участвовал вне зачёта, либо по отдельной классификации             |
| 18 | Не финишировал, но попал в финальную классификацию                 |
| Сход | Не финишировал                                                     |
| НКВ | Не прошёл квалификацию                                             |
| НПКВ | Не прошёл предквалификацию                                         |
| ДСК | Дисквалифицирован                                                  |
| ИСК | Исключён из протокола соревнований                                 |
| ТТ | Заявлен для участия только в тренировках                           |
| НС | Участвовал в квалификации, но не стартовал в гонке                 |
| Т | Травмирован или болен                                              |
| ОТК | Отказ от участия                                                   |
| НТР | Прибыл на соревнования, но на трассу не выезжал                    |
| НПР | Был заявлен в числе участников, но не прибыл к началу соревнований |
| О | Соревнования отменены                                              |
| | Не участвовал                                                      |
| Поул-позиция |                                                                    |
| Быстрый круг |                                                                    |

| Год  | Команда | Шасси        | Двигатель | 1   | 2   | 3   | 4   | 5   | 6   | 7   | 8   | 9       | 10       | 11      | 12       | 13      | 14      | 15     | 16  | Место | Очки |
| 1983 | RAM     | March-RAM 01 | Cosworth  | БРА | СШЗ | ФРА | САН | МОН | БЕЛ | ДЕТ | КАН | ВЕЛ НКВ | ГЕР НКВ  | АВТ НКВ | НИД НКВ  | ИТА НКВ | ЕВР НКВ | ЮАР 12 |     | -     | 0    |
| 1985 | RAM     | RAM 03       | Hart      | БРА | ПОР | САН | МОН | КАН | ДЕТ | ФРА | ВЕЛ | ГЕР     | АВТ Сход | НИД НКВ | ИТА Сход | БЕЛ     | ЕВР     | ЮАР    | АВС | -     | 0    |